# Spašavanje podataka
Spašavanje podataka ili oporavljanje podataka je proces spašavanja podataka s oštećenih i nedostupnih nosača podataka kad se do njih ne može doći uobičajenim putem. Često ih se spašava s nosača kao što su unutarnji i vanjski tvrdi diskovi, elektronički diskovi (SSD), USB memorije, kasete, CD-i, DVD-i, RAID-ovi i ostali. Potreba za spašavanjem podataka se može javiti zbog fizičkog oštećenja nosača podataka ili logičkog oštećenja datotečnog sustava koja operacijskom sustavu onemogućava pristupiti.

## Srodni pojmovi
- inženjerstvo pouzdanosti
- dostupnost
- nedostupnost